# Горностаевка (Крым)
Горноста́евка (до 1945 года Мариента́ль, до сер. XIX века Акко́з; укр. Горностаївка, крымскотат. Aqköz, Акъкозь) — село в Ленинском районе (Автономной) Республики Крым, образует Горностаевское сельское поселение (Горностаевский сельсовет).

## Население
| 2001  | 2014  | 2015  | 2016  | 2017  | 2018  | 2019  |
| ----- | ----- | ----- | ----- | ----- | ----- | ----- |
| 2639  | ↘2134 | ↘2132 | ↘2108 | ↘2080 | ↘2062 | ↗2066 |
| 2020  | 2021  |       |       |       |       |       |
| ↘2053 | ↗2401 |       |       |       |       |       |

Всеукраинская перепись 2001 года показала следующее распределение по носителям языка
| Язык             | Процент |
| ---------------- | ------- |
| русский          | 63.02   |
| украинский       | 17.7    |
| крымскотатарский | 17.28   |
| белорусский      | 1.52    |
| другие           | 0.04    |

### Динамика численности
| - 1964 год — 81 чел. - 1889 год — 95 чел. - 1915 год — 0/74 чел. - 1926 год — 114 чел. - 1939 год — 610 чел. | - 1974 год — 2944 чел. - 1989 год — 2961 чел. - 2001 год — 2639 чел. - 2009 год — 2506 чел. - 2014 год — 2134 чел. |

## Современное состояние
На 2017 год в Горностаевке числится 35 улиц и 2 переулка; на 2009 год, по данным сельсовета, село занимало площадь 195 гектаров на которой, в 1046 дворах, проживало 2506 человек. В селе действуют средняя общеобразовательная школа и детский сад «Колосок», амбулатория общей практики семейной медицины, сельский Дом культуры, библиотека, отделение Почты России, храм иконы Божией Матери «Всех скорбящих Радосте». Горностаевка связана автобусным сообщением с райцентром, городами Крыма и соседними населёнными пунктами.

## География
Горностаевка расположена в восточной части района, у истока маловодной реки Чурбашская, высота центра села над уровнем моря — 98 м. Находится примерно в 37 километрах (по шоссе) на восток от районного центра Ленино, ближайшая железнодорожная станция Чистополье (на линии Джанкой — Керчь) — около 15 километров. Транспортное сообщение осуществляется по федеральной трассе Таврида (ранее — по региональной автодороге 35А-001 Армянск — Джанкой — Феодосия — Керчь (по украинской классификации — М-17)).

## История
Впервые в доступных источниках встречается в «Списке населённых мест Таврической губернии по сведениям 1864 года», составленном по результатам VIII ревизии 1864 года, согласно которому Мариенталь — немецкая (лютеранская) колония в Сарайминской волости Феодосийского уезда ведомства попечительского комитета иностранным поселенцам, с 14 дворами, 81 жителем и лютеранским молитвенным домом, при колодцах. На трёхверстовой карте Шуберта 1865—1876 года в колонии Мариенталь обозначено 60 дворов. По «Памятной книге Таврической губернии 1889 года», по результатам Х ревизии 1887 года, в деревне Мариенталь числилось 17 дворов и 95 жителей. Затем деревня, видимо, опустела, поскольку в Памятных книжках 1892—1902 годов не упоминается, но на 1902 год в Мариентале работали врач и фельдшер. На верстовой карте Крыма 1896 года в обозначена экономия Посполитаки (бывшая колония Мариенталь). По Статистическому справочнику Таврической губернии. Ч.II-я. Статистический очерк, выпуск пятый Феодосийский уезд, 1915 год, в экономии Мариенталь (Марфовка Посполитаки) Сарайминской волости Феодосийского уезда числилось 8 дворов (все дворы безземельные) с русским населением в количестве 74 человек только «посторонних» жителей, из которых 40 мужчин и 24 женщины. В экономии числилось 2919 десятин удобной земли. В хозяйствах имелось 81 лошадь, 39 волов, 65 коров и 2200 голов овец, свиней, или коз.
После установления в Крыму Советской власти, по постановлению Крымревкома, 25 декабря 1920 года из Феодосийского уезда был выделен Керченский (степной) уезд, а, постановлением ревкома № 206 «Об изменении административных границ» от 8 января 1921 года была упразднена волостная система и в составе Керченского уезда был создан Керченский район в который вошло село (в 1922 году уезды получили название округов. 11 октября 1923 года, согласно постановлению ВЦИК, в административное деление Крымской АССР были внесены изменения, в результате которых округа были отменены и основной административной единицей стал Керченский район в который вошло село. Согласно Списку населённых пунктов Крымской АССР по Всесоюзной переписи 17 декабря 1926 года, в совхозе Мариенталь Либкнехтовского сельсовета Керченского района числилось 25 дворов, все крестьянские, население составляло 114 человек (54 мужчины и 60 женщин). В национальном отношении учтено 20 русских и 94 украинца, действовала русская школа. Постановлением ВЦИК «О реорганизации сети районов Крымской АССР» от 30 октября 1930 года (по другим сведениям 15 сентября 1931 года) Керченский район упразднили и село включили в состав Ленинского, а, с образованием в 1935 году Маяк-Салынского района (переименованного 14 декабря 1944 года в Приморский) — в состав нового района. Видимо, в ходе той же реорганизации, был образован Мариентальский сельсовет, поскольку на 1940 год он уже существовал (в коем статусе село пребывает всю дальнейшую историю). По данным всесоюзная перепись населения 1939 года в селе проживало 610 человек. На километровой карте Генштаба Красной армии 1941 года в селе животноводческом совхозе Мариенталь жилых дворов не обозначено.

Во время Великой Отечественной войны на фронтах сражались 108 жителей села, 56 из них погибли  В центре села в мае 1965 года установлен памятный знак в честь погибших воинов — односельчан, объект культурно-исторического наследия. В районе села после Керченско-Феодосийской десантной операции в январе — мае 1942 года вели оборонительные бои части 51-й и 44-й армий. 11 апреля 1944 года в бою за Мариенталь погибли бойцы Отдельной Приморской армии. В 1944 году павших перезахоронили из разных мест в братскую могилу. В 1972 году здесь захоронили останки солдат из сёл Репьевка и Сокольского, видимо, в связи с их ликвидацией. Перезахоронения воинов также осуществлялись в 1975—1976 годах. В период оккупации в Мариентале действовала комсомольско-молодежная группа подпольщиков, во главе с Наумом Гришановичем и Василием Карпухиным. В декабре 1943 года подпольщиков арестовали и расстреляли на станции Семь Колодезей. В 1944 году родные погибших перезахоронили их останки на сельском кладбище Мариенталя. Время создания памятника пока не установлено. Постановлением Совета министров Республики Крым № 627 от 20 декабря 2016 года оба захоронения отнесённы к категории объектов культурного наследия России.

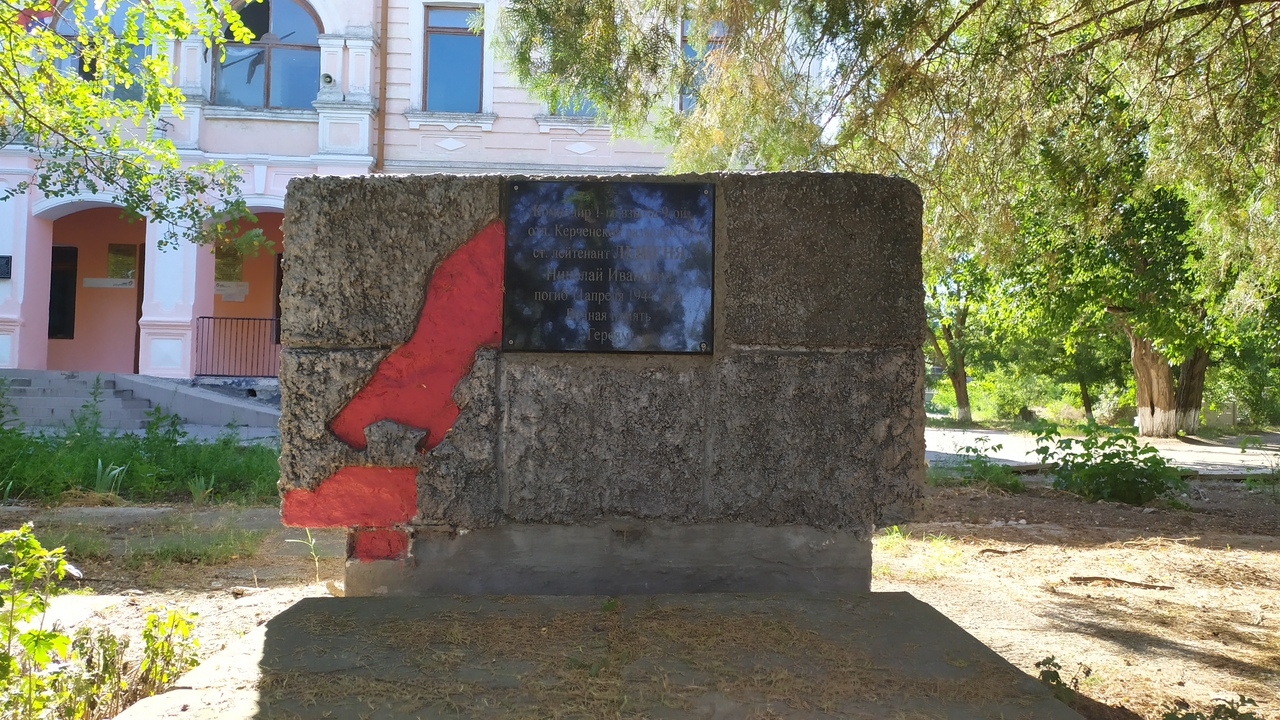
Братская могила советских воинов.
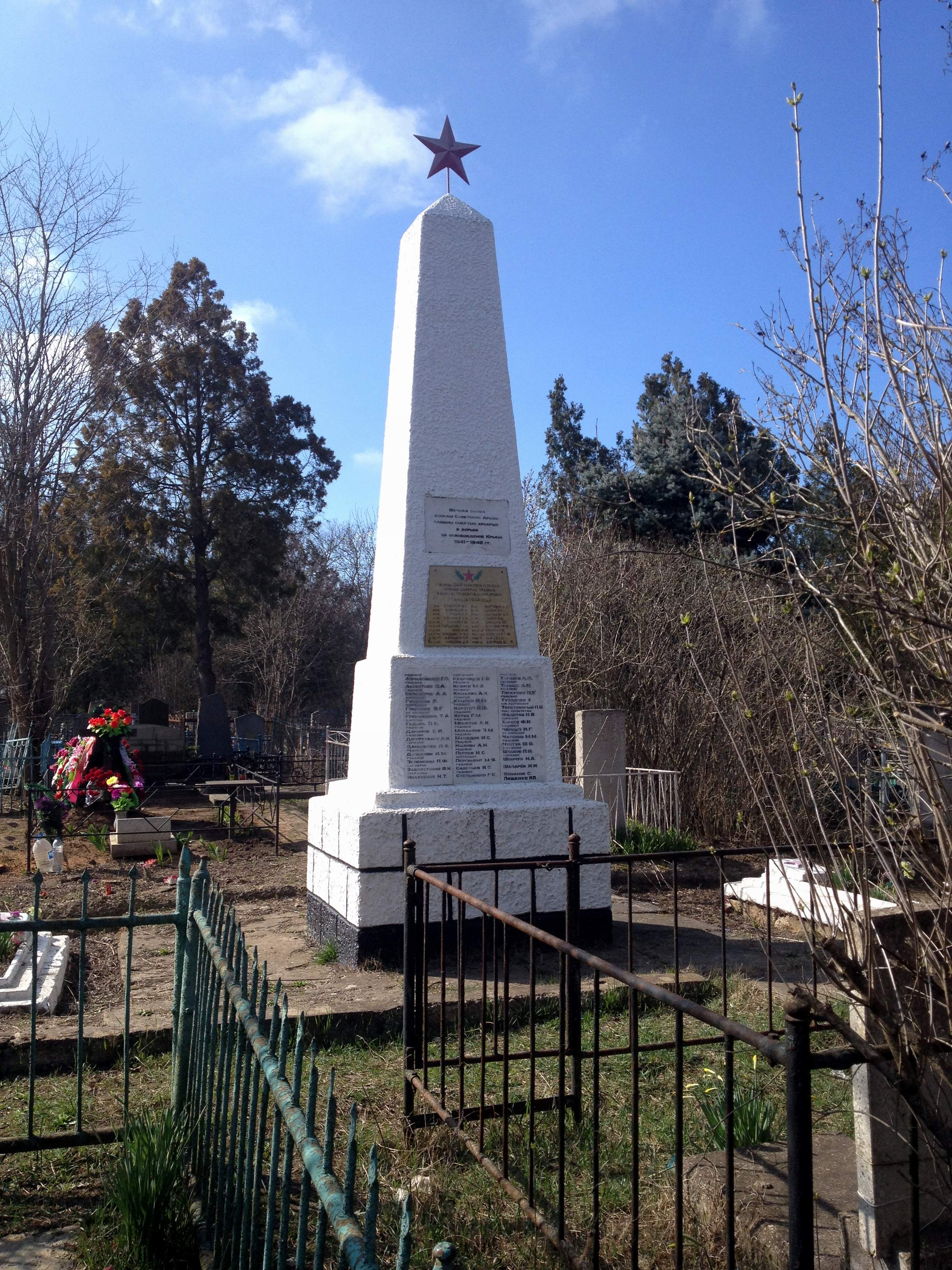
Братская могила подпольщиков.
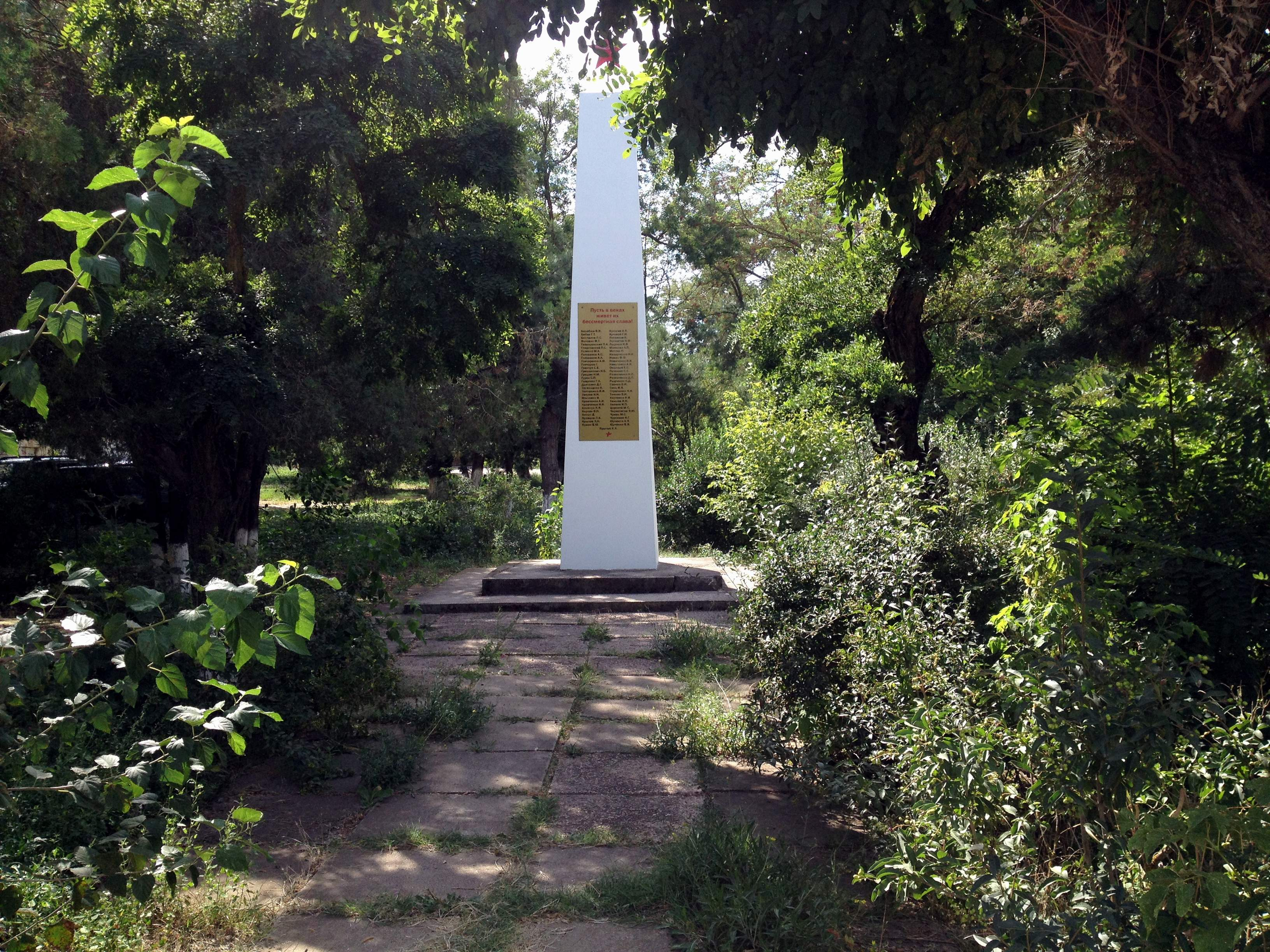
Памятник погибшим односельчам.

После освобождения Крыма от фашистов, 12 августа 1944 года было принято постановление № ГОКО-6372с «О переселении колхозников в районы Крыма» и в сентябре того же года в район приехали первые новоселы 204 семьи из Тамбовской области, а в начале 1950-х годов последовала вторая волна переселенцев из различных областей Украины. Указом Президиума Верховного Совета РСФСР от 21 августа 1945 года Мариенталь был переименован в Горностаевку и Мариентальский сельсовет — в Горностаевский. С 25 июня 1946 года Горностаевка в составе Крымской области РСФСР, а 26 апреля 1954 года Крымская область была передана из состава РСФСР в состав УССР. Указом Президиума Верховного Совета УССР «Об укрупнении сельских районов Крымской области», от 30 декабря 1962 года Приморский район был упразднён и вновь село присоединили к Ленинскому. В 1964 году к Горностаевке присоединили Черняково (согласно справочнику «Крымская область. Административно-территориальное деление на 1 января 1968 года» — с 1954 по 1968 годы). По данным переписи 1989 года в селе проживало 2961 человек. С 12 февраля 1991 года село в восстановленной Крымской АССР, 26 февраля 1992 года переименованной в Автономную Республику Крым. С 21 марта 2014 года в составе Крыма аннексирована Россией.